# Odice suava
Odice suava is een vlinder uit de familie van de spinneruilen (Erebidae). De wetenschappelijke naam van de soort is voor het eerst geldig gepubliceerd in 1813 door Hübner.
Deze nachtvlinder komt voor in Europa.